# Lima (fruta)
Lima es un nombre genérico por el que se conocen varias frutas cítricas similares entre sí, de diversas especies de árboles frutales. A menudo se refiere a la lima ácida (Citrus × aurantifolia), llamada «limón» en las islas del Caribe, Centroamérica, Colombia, Ecuador, México, Perú y Venezuela. En cambio, en España y el Cono Sur, «limón» se refiere al grande y amarillo (Citrus × limon) y «lima» al pequeño y verde. Lo mismo ocurre en inglés (lemon para el amarillo, lime para el verde), francés y en la mayoría de idiomas. Esta distinción en el español puede deberse al factor climático: en los países tropicales se puede cultivar el limón verde, mientras que en España y el Cono Sur se ha adaptado mejor el limón amarillo a sus climas templados. En México, «lima» hace referencia a Citrus × limetta, otra especie que es dulce y amarilla. En definitiva, el nombre vernáculo «lima» no corresponde exactamente con ninguna clasificación científica y las especies que reciben este nombre varían según la región. La denominación se emplea genéricamente para designar a frutos pequeños, verdes, de pulpa ácida y fuertemente aromáticos. Todas las variedades de limas y limones fueron introducido en Europa desde el Medio Oriente.
En gastronomía, las limas se aprecian por su aroma; sus frutos desecados y conservados en sal se emplean en la gastronomía persa como aderezo; también en la cocina vietnamita, donde se conoce como chanh muối. Su cáscara se ralla finamente para diversas preparaciones de repostería y las hojas de algunas variedades se usan como aromatizante en las cocinas del Sudeste Asiático. También es muy popular el zumo o jugo de lima, que se emplea para preparar bebidas refrescantes y en la preparación de cócteles alcohólicos por su acidez.

## Etimología
«Lima» proviene del árabe hispánico o andalusí لِيمَة līma, que a su vez proviene del árabe clásico لَيْمُون laymūn, del cual se deriva también el término «limón», y que originalmente en árabe se refería tanto al verde como al amarillo. La palabra recorrió la misma ruta cultural que la fruta, pues al árabe pasó del persa لیمو līmū, y a su vez al persa pasó del sánscrito निम्बू nimbū. 

## Especies y variedades
La dificultad para identificar exactamente qué especies vegetales reciben el nombre de lima en las distintas regiones del mundo hispanohablante (y hay el mismo problema en inglés, y en otros idiomas europeos) se ve complicada por la complejidad botánica del género Citrus, al que pertenece la mayor parte de las limas; las especies de este género se hibridan con facilidad, y solamente estudios genéticos recientes han podido arrojar luz sobre su estructura. La mayor parte de las especies cultivadas son en realidad híbridos, procedentes del cidro (Citrus medica), la mandarina (Citrus reticulata) y el pomelo (Citrus maxima).

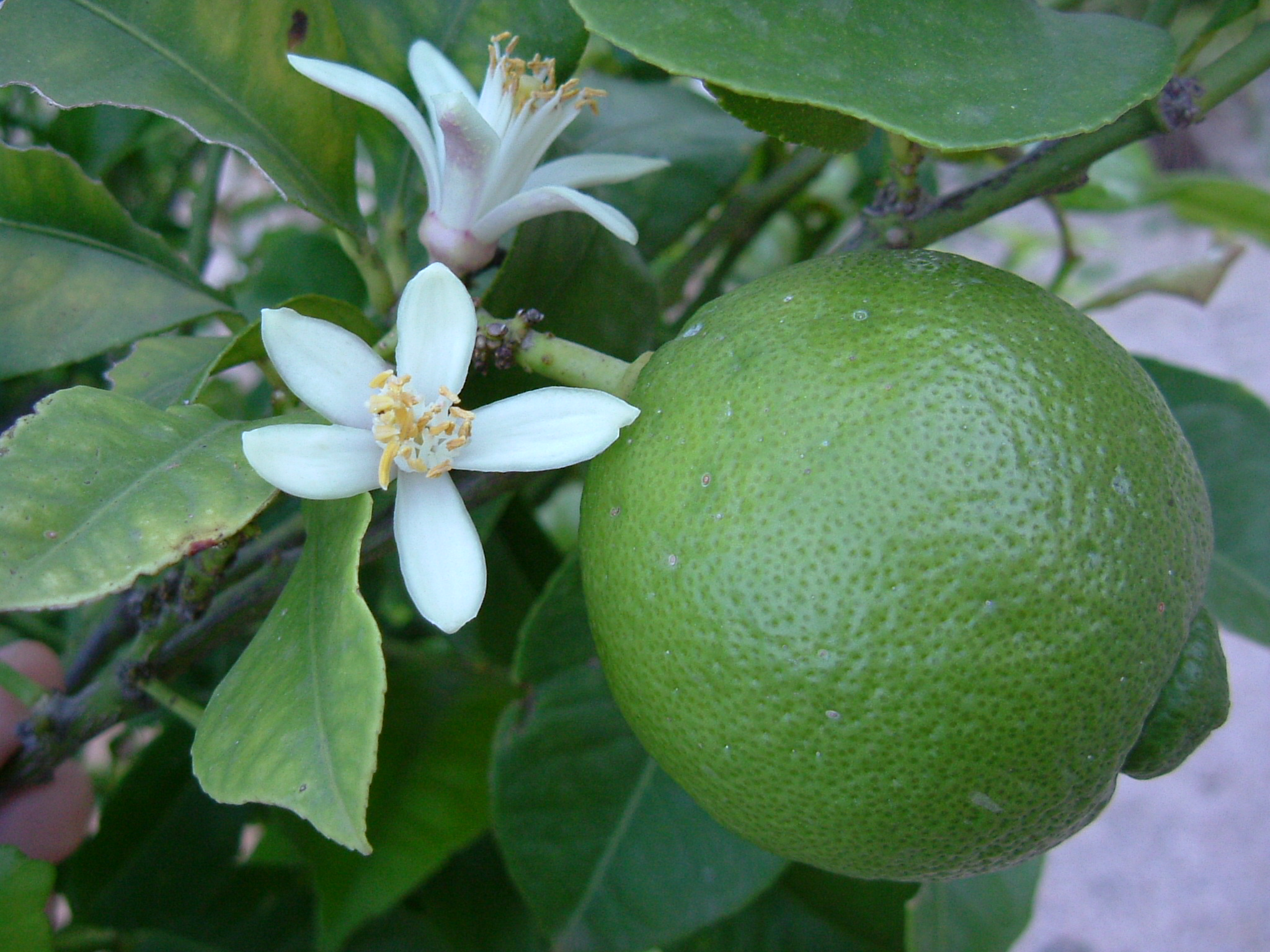
Lima en rama y su azahar

- La lima kafir, tradicionalmente conocida en español como «combava» (Citrus hystrix), es una planta procedente del Sudeste Asiático, poco cultivada en América y Europa; se utilizan sobre todo sus hojas bilobuladas, de característico aroma, y la piel de los frutos. Los frutos son verdes, de unos 4 cm de diámetro, de piel rugosa y extremadamente ácidos.
- La lima ácida o lima gallega, conocida también como «limón sutil», «limón ceutí», «limón peruano», «limón mexicano», «limón criollo» o «limón de Pica» (Citrus × aurantifolia), es la más extensamente cultivada de las limas; el fruto es redondeado u oval, de 1 a 5 cm de diámetro, ácido, de piel verde y algunas veces con un pequeño pezón.[4][5]
- La lima persa o lima Tahití, conocida asimismo como «limón pérsico», «limón criollo», «limón mesina» o «limón sin semilla» (Citrus × latifolia), es la otra variedad más difundida; el fruto es de piel más gruesa y cerúlea, hasta 6 cm de diámetro, sabor menos ácido y color que amarillea con la madurez.
- La lima dulce, lima chichona o lima bergamota, conocida igualmente como «limón dulce», «limonsón» o «limón de Roma» (Citrus × limetta), más similar al limón en tamaño, grosor de la piel y color, se distingue sobre todo por su bajísima astringencia y por los característicos pezones en ambos extremos.
- La lima dulce india o lima de Palestina, también conocida como «limón dulce», «limón de Persia» (Citrus × limettioides) o como «lima» en México, tiene piel y pulpa amarillas, sin semillas, y superficie lisa y cerúlea; carece casi por completo de acidez.
- La lima de Cantón o lima rangpur, conocida asimismo como «limón cravo», «limón rugoso» o «limón mandarina» (Citrus × limonia), se asemeja a la mandarina; produce un fruto firme, redondo, de 3 a 4 cm de diámetro, con piel delgada y brillante de color verde; el sabor es ácido y refrescante.
- La lima larga (Citrus × australasica), que crece solo en los bosques tropicales de Australia, produce frutos de diversos colores, desde el amarillo al negro, de forma oblonga, cuya pulpa está saturada del aceite esencial, dándole un sabor penetrante.
- La lima gympie o duya (Citrus × australis), crece solamente en Australia.
- La lima del desierto (Citrus × glauca), que crece solamente en Australia, produce frutos verdes, pequeños y poco jugosos.
- La lima de Nueva Guinea (Microcitrus waburgiana), de fruta larga y de forma curva, con piel gruesa de color verde y pulpa verde pálido.

En inglés también se llama lime (limetree o linden) a los tilos, árboles del género Tilia (lo que puede llevar a confusión en las traducciones), así como a las siguientes frutas:
- Melicoccus bijugatus, conocida como mamón, mamoncillo, quenepa, papamundo o guayo.
- Adelia ricinella, conocida como jía o jía blanca.
- Citrofortunella microcarpa, un híbrido entre la mandarina y el kumquat, también conocida como calamondín.

### Variedades

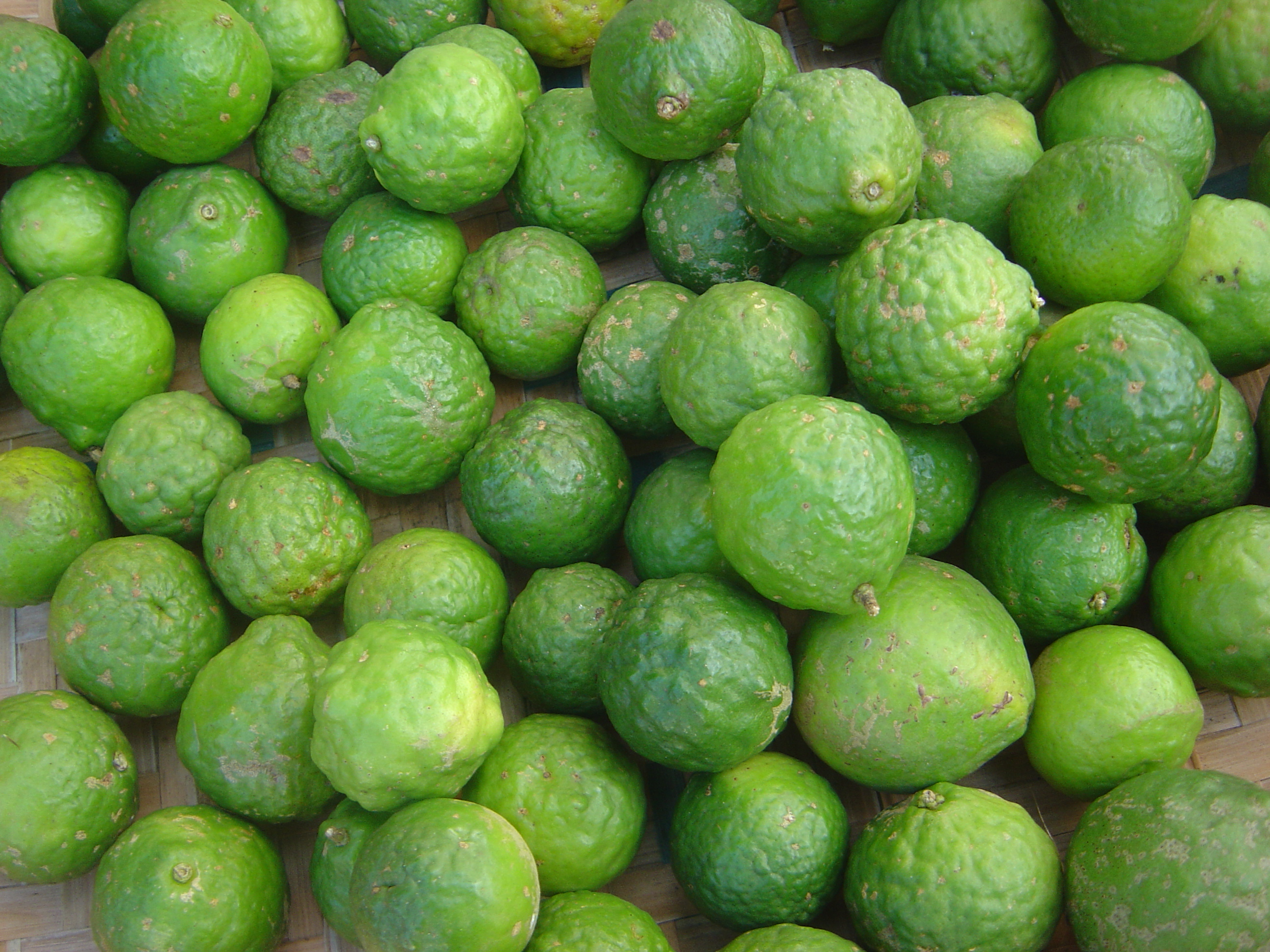
Lima kafir, Citrus hystrix.
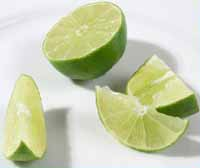
Lima ácida, Citrus × aurantifolia.
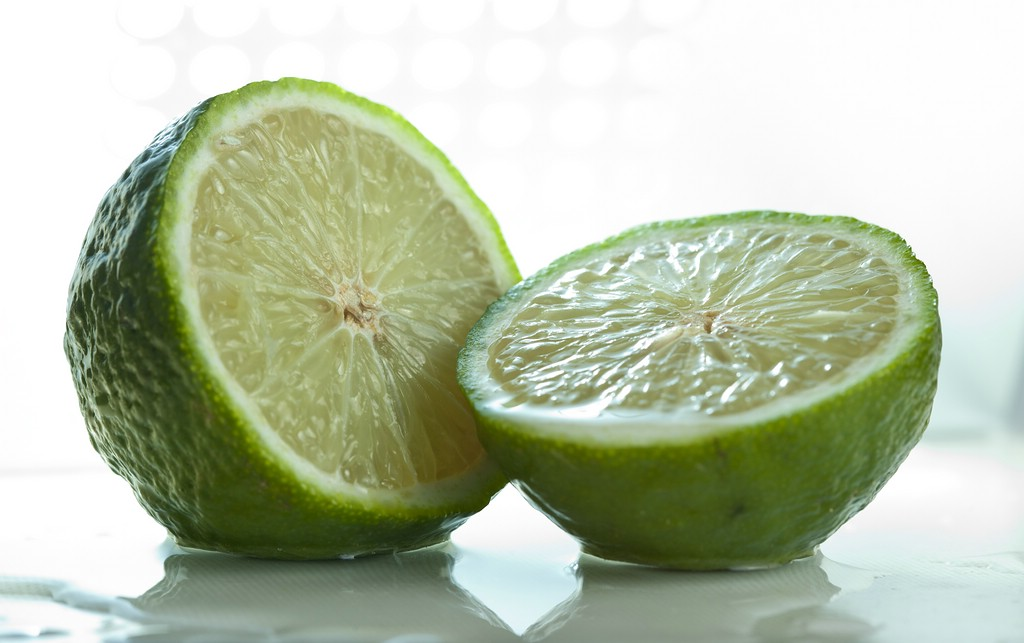
Lima persa, Citrus × latifolia.
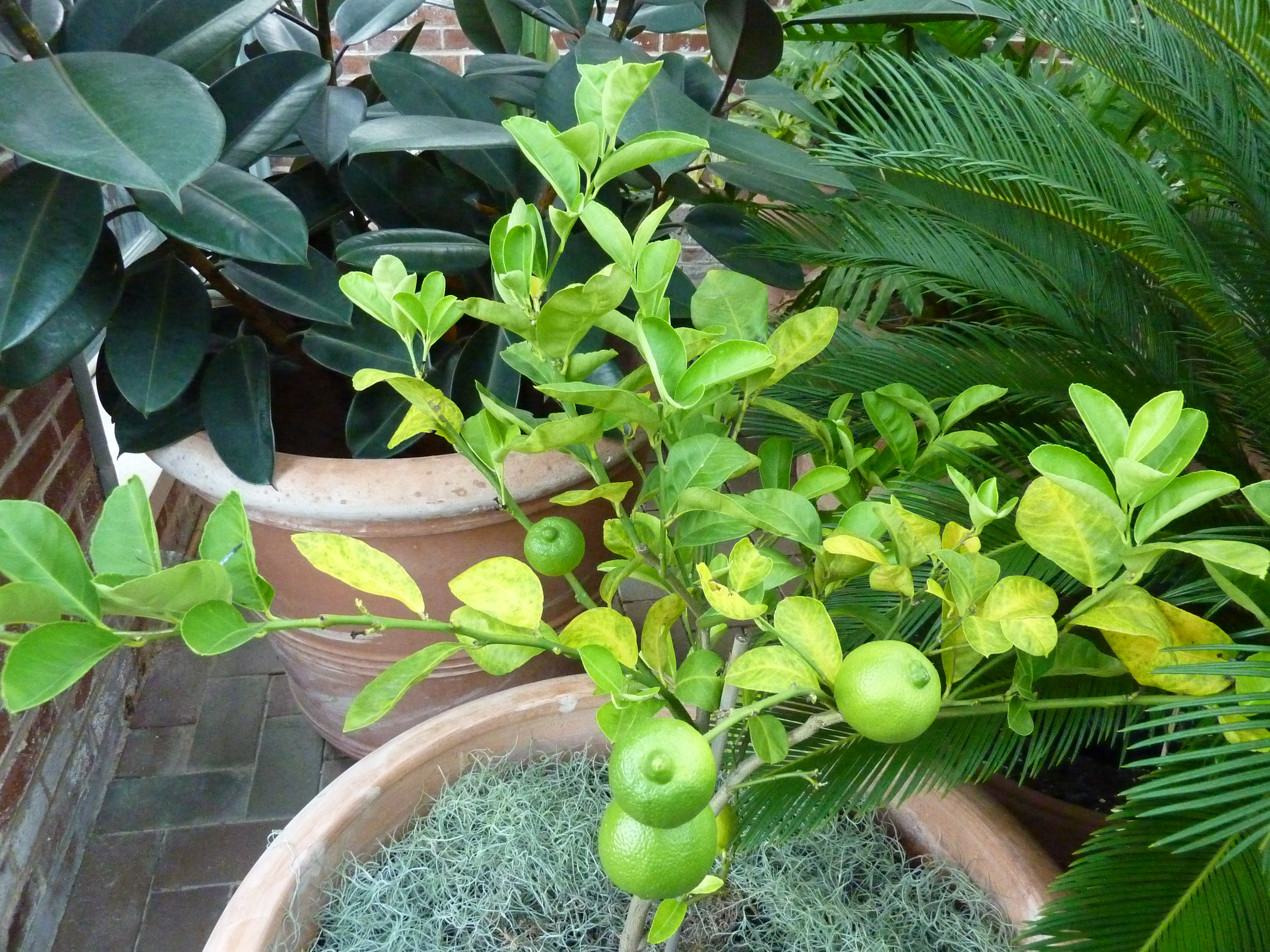
Lima dulce, Citrus × limetta.

## Producción

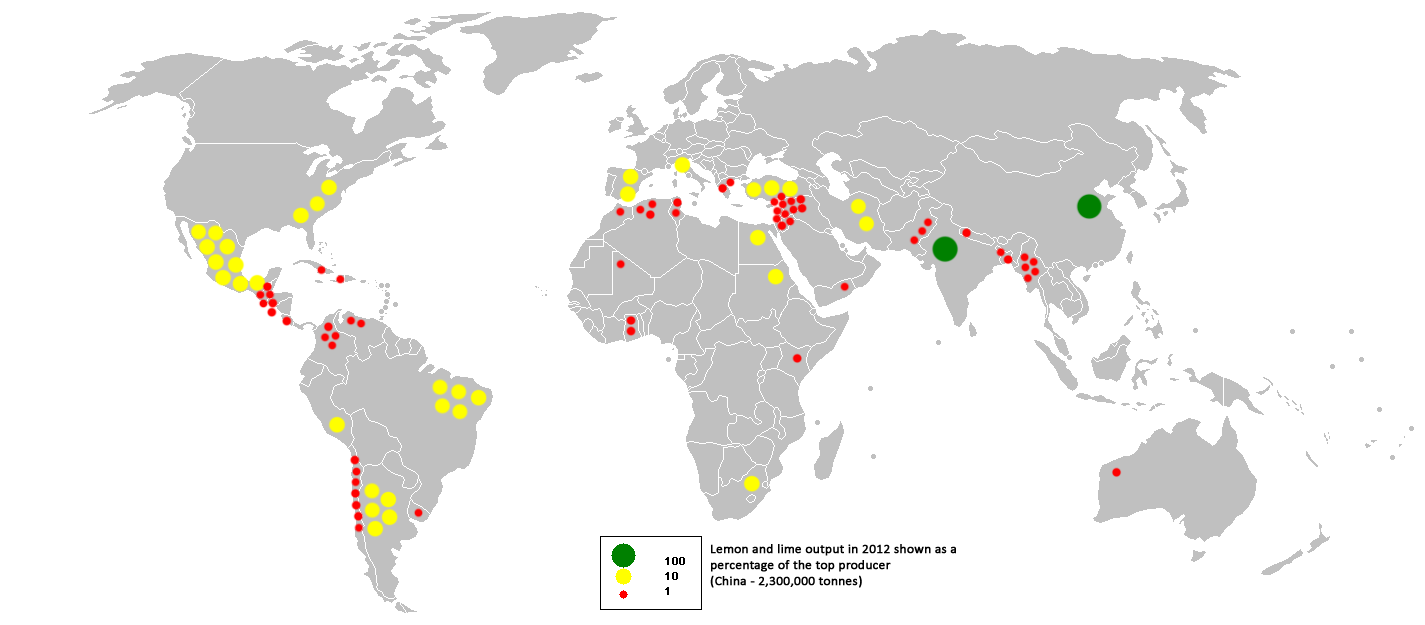
Producción conjunta de limas y limones en 2012.

México es el primer exportador mundial de limas con un 16 % aproximado del total mundial; le siguen India (14,5 %), Argentina (10 %), Brasil (8 %) y España (7 %).
| Principales productores de lima (2011) | Principales productores de lima (2011) |
| País                                   | Producción (toneladas)                 |
| -------------------------------------- | -------------------------------------- |
| México                                 | 2 147 740                              |
| India                                  | 2 108 000                              |
| China                                  | 1 313 394                              |
| Argentina                              | 1 228 660                              |
| Brasil                                 | 1 126 740                              |
| Estados Unidos                         | 834 610                                |
| Turquía                                | 790 211                                |
| España                                 | 700 000F                               |
| Irán                                   | 560 052                                |
| Italia                                 | 483 088                                |

F = estimado según la FAO;

Fuente: Food And Agricultural Organization of United Nations: Economic And Social Department: The Statistical Division Archivado el 6 de marzo de 2016 en Wayback Machine.

## Producción de limón-lima en México
Durante varias décadas, al menos desde la década de 1950, México ha sido el mayor productor y exportador mundial de limones verdes o limas, y, también, de aceite de limón.
Las dos variedades populares de limas que se cultivan en México son la lima mexicana o lima de clavel (Citrus aurantifolia) y la lima persa (Citrus latifolia, simplemente llamada "lima" en Estados Unidos); la primera es de origen indo-malayo, introducida en México por los españoles después de la década de 1520, mientras que la segunda, también llamada lima Tahití, se introdujo desde Estados Unidos. La producción de lima persa en México se destina específicamente al mercado estadounidense; un aumento sustancial en la producción se ha atribuido al Tratado de Libre Comercio de América del Norte. La producción de lima en México también se ha expandido como consecuencia del aumento de su consumo per cápita en Estados Unidos y la Unión Europea (UE).

### Distribución geográfica
La mayoría de las limas se cultivan en el suroeste (60% del total) y sureste del país (40%). Las limas de clavel representan aproximadamente el 54% de la producción total de lima y se cultivan en los estados suroccidentales de Jalisco, Colima, Michoacán, Guerrero y Oaxaca. Los limones persas, que representan alrededor del 42% de la producción de limón, se cultivan en Jalisco, Colima, Hidalgo, en microclimas del norte de Veracruz y en los estados del sureste de Tlaxcala, Chiapas, Tabasco y Yucatán. Los estados productores de limón más importantes son Michoacán y Colima.

### Estadísticas de producción y crimen organizado
La producción de cítricos en México se centra principalmente en el limón; en 2003, México produjo 768,000 toneladas de limón y 235,000 toneladas de limón persa. Para la temporada 2010/11, México prevé una producción total de 1.9 millones de toneladas de limón. Los mayores importadores de aceite de limón son Estados Unidos, el Reino Unido, Japón, Irlanda y Bélgica.
En los últimos años, la industria del limón persa ha despegado en Veracruz, dominada por grandes productores, donde más del 25% del limón se produce mediante riego por microjet u otros sistemas de riego, durante todo el año en microclimas. Se informa que el costo del transporte desde Veracruz hasta la frontera con Estados Unidos es de aproximadamente 11,500 pesos (US$912.69) por tráiler, dependiendo del precio del combustible.
En 2014, los problemas de producción provocaron precios inusualmente altos del limón en Estados Unidos y la sustitución de limones más baratos para algunos usos. Esto se debió al mal tiempo, la enfermedad del enverdecimiento de los cítricos y las actividades del crimen organizado del Cártel de los Caballeros Templarios, que extorsionó a los productores y confiscó cargamentos y fincas. En 2019, el Cártel de Jalisco Nueva Generación confiscó fincas de limón en Michoacán y las abandonó unos meses después. Las consecuencias económicas de esta interrupción, junto con el frío, contribuyeron a otro aumento repentino de precios en 2022.

## Referencias culturales

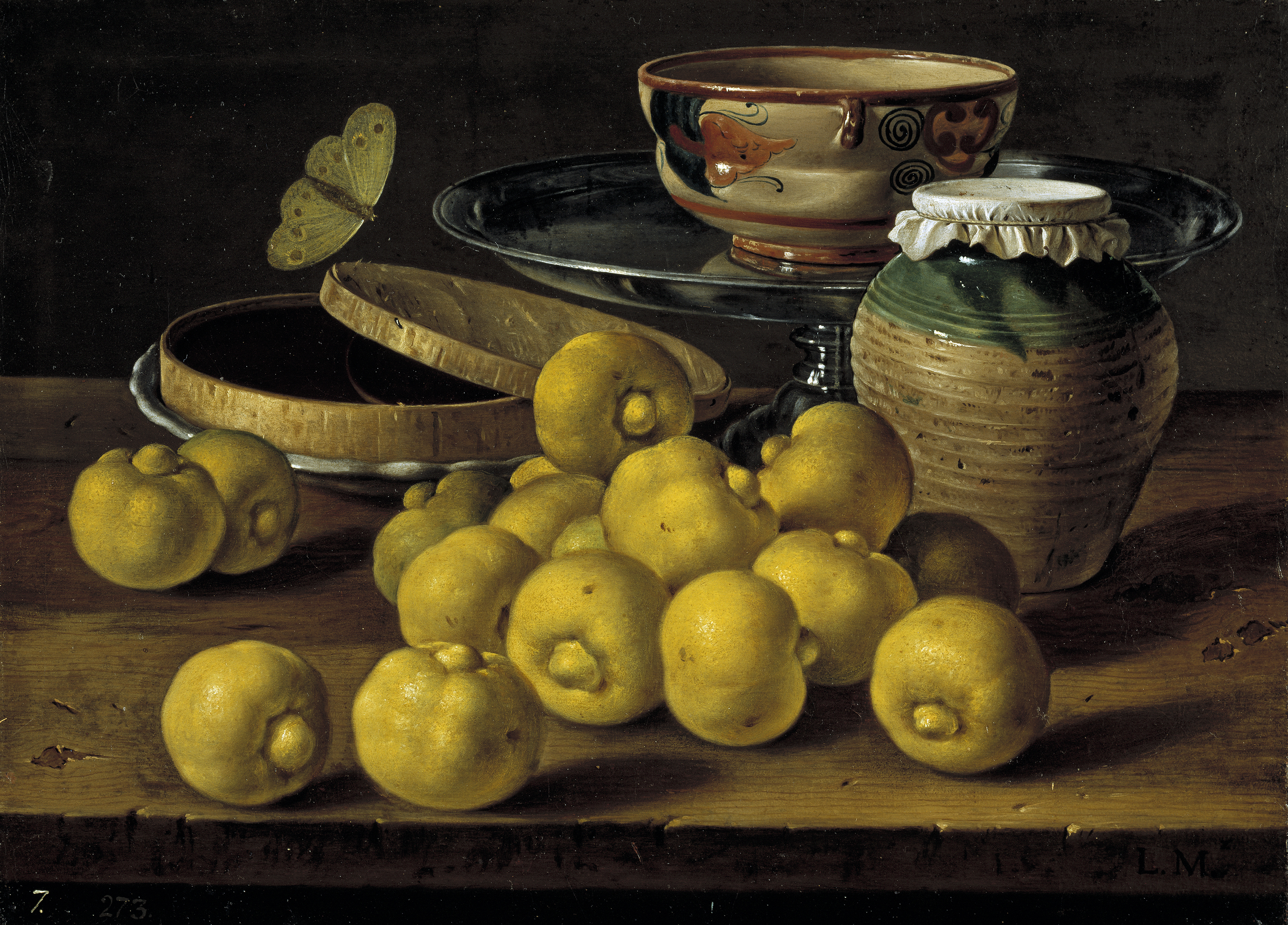
Bodegón de Luis Meléndez en el Museo del Prado (hacia 1760)